# Days of Memories
『Days of Memories』（デイズ オブ メモリーズ）は、2005年からSNKプレイモアが携帯端末向けに配信している恋愛シミュレーションのシリーズ名である。iモード、EZweb、Yahoo!ケータイそれぞれで配信されている。
また、ニンテンドーDSにて、第1作 - 3作目までを収録した移植版が2007年6月14日に、第4作 - 6作目までを収録した移植版が2008年4月24日に、第7作 - 9作目までを収録した移植版は2009年5月28日にそれぞれ発売された。

## 概要
この作品は、SNK（旧社）及びSNKプレイモア作品のキャラクターが登場するパラレルワールドで、定められた日数内に主人公が登場人物たちと交流し、恋愛を成就することを目的とした恋愛シミュレーションである。
『Days of Memories』（以下DOM）では作品ごとに世界設定こそ共通するものの、主人公、時代設定がそれぞれ異なっており、恋愛対象となるキャラクターも一部を除いて毎回変更されている。DOMシリーズに登場するヒロインは麻宮アテナやナコルルなど同社作品の人気キャラクターが殆どであるが、シリーズ第2作『Days of Memories 2 〜僕の一番大切な君へ〜』以降からはオリジナルキャラクターが登場している。5作目の『Days of Memories 〜恋はグッジョブ!〜』では今まで登場したヒロインが再度登場しており、そのかわりに世界観が変更されたが、6作目で従来の世界観に戻っている。また、7作目から9作目も新たな世界観で統一されている。この際も人気のあるヒロインが再登場している。
主人公はすべて完全オリジナル（名前は変更可能）。舞台は全ての作品共通で、SNKプレイモア本社が存在する江坂である（ただし、公式サイトでは4作目まで「架空都市・江坂」とされている。5作目では「ESAKA」である）。
ほとんどのDOMシリーズが男性向けストーリーで男性が主人公、攻略対象が女性キャラクターであるが『Days of Memories 〜彼と私の熱い夏〜』のみ主人公は女性、攻略対象キャラクターが男性キャラクターとなっており、女性向けストーリーとなっている。
DOMシリーズは主人公が1日に定められた回数だけフィールドマップから目的地、または目的のキャラクターのいる場所を選ぶシステムを採用している。基本は正しい選択肢を選び、好感度を上げて恋愛に発展させていくが、間違った選択肢を選ぶとバッド・エンディングを迎える。その場合、ほとんどが主人公と同性絡みのエンディングとなる。

## 作品シリーズ（配信順）
Days of Memories 〜僕と彼女の熱い夏〜
2005年10月17日より配信開始。
イラストレーターはKagero（薄葉カゲロー）。シナリオはブリューナク。
Days of Memories 〜狂也と真子の熱い夏〜
2005年12月22日よる配信開始。
第1作の1年後にあたる後日談が描かれた短編外伝作品。主人公は異なる。選択肢は一切無い。
Days of Memories 2 〜僕の一番大切な君へ〜
2006年2月1日より配信開始。
イラストレーターはKagero（薄葉カゲロー）。シナリオはブリューナク。
オリジナルヒロインに巳沢雫。
Days of Memories 〜大江戸恋愛絵巻〜
2006年5月18日より配信開始。
イラストレーターはKagero（薄葉カゲロー）。シナリオはブリューナク。
この作品のみ時代背景は江戸時代で、『サムライスピリッツ』シリーズのキャラクターしか登場しない。
オリジナルヒロインに詩乃、千夜。
Days of Memories 〜彼と私の熱い夏〜
2006年11月1日より配信開始。
イラストレーターはKagero（薄葉カゲロー）。シナリオはブリューナク。
この作品のみ女性向けストーリーとなっており、主人公は女性、攻略対象キャラクターも草薙京やテリー・ボガードといった男性キャラクターになっている。
Days of Memories 〜恋はグッジョブ!〜
2007年4月3日より配信開始。
イラストレーターはTONKO。シナリオはトーゴープロダクション。
オリジナルヒロインに桜花院カレン。
Days of Memories 〜純白の天使たち〜
2007年6月19日より配信開始。
イラストレーターはTONKO。シナリオはブリューナク。
オリジナルヒロインに壱塚つぐみ、壱塚あやめ。
Days of Memories 〜僕と彼女と古都の恋〜
2008年5月15日より配信開始。
イラストレーターはTONKO。シナリオはブリューナク。
オリジナルヒロインに神鷺みさと。
Days of Memories 〜風舞う都でつかまえて!〜
2008年6月16日より配信開始。
イラストレーターはTONKO。シナリオはブリューナク。
オリジナルヒロインに神鷺はるか。
Days of Memories 〜世界で一番熱い冬〜
2008年12月1日配信開始。
イラストレーターはTONKO。シナリオはブリューナク。
オリジナルヒロインに滝田玲奈。
『僕と彼女と古都の恋』から『世界で一番暑い冬』までの3作は、ストーリーに繋がりを持つ三部作となっている。

## 移植版
Days of Memories
2007年6月14日発売のニンテンドーDS用ソフト。
『Days of Memories 〜僕と彼女の熱い夏〜』『Days of Memories 2 〜僕の一番大切な君へ〜』『Days of Memories 〜大江戸恋愛絵巻〜』の3作品が収録されている。
DSオリジナル要素として、CGを閲覧するアルバムモード、クリアしたエンディングを振り返るエンディングモード、BGMを試聴するサウンドモードが追加されている。
Days of Memories 2
2008年4月24日発売のニンテンドーDS用ソフト。
『Days of Memories 〜彼と私の熱い夏〜』『Days of Memories 〜恋はグッジョブ!〜』『Days of Memories 〜純白の天使たち〜』の3作品が収録されている。
DSオリジナル要素は、前作と同じもの。
Days of Memories 3
2009年5月28日発売のニンテンドーDS用ソフト。
『Days of Memories 〜僕と彼女と古都の恋〜』『Days of Memories 〜風舞う都でつかまえて!〜』『Days of Memories 〜世界で一番熱い冬〜』の3作品が収録されている。
DSオリジナル要素は、DS限定オリジナルヒロインとして「世界で一番熱い冬」に初代アテナが登場。また、全シナリオクリア時にスペシャルシナリオが用意されている。

## その他
- シナリオに各キャラクターの出典の設定を取り入れており、主にその設定がシナリオに重要な要素として絡んでゆく場合が多い。
- 脇役や名もない端役として、SNKキャラクターが多数登場する。
- 携帯版はゲームをプレイする際に通信を行う必要がある。そのため（CG、シナリオのダウンロードなど）通信料の高さが指摘されている。
- 各携帯サイトで各キャラクターの後日談が、ショートストーリーとして配信されている。更新は隔週で火曜日に配信されている。